# فرانک ترتل
فرانک ترتل (انگلیسی: Frank Tuttle؛ ‏ ۶ اوت ۱۸۹۲ – ۶ ژانویهٔ ۱۹۶۳) کارگردان، و فیلم‌نامه‌نویس اهل ایالات متحده آمریکا بود.
از فیلم‌های او می‌توان به این همان شب است اشاره کرد.